# Viviane Okoula
Viviane Okoula – kongijska piłkarka ręczna, reprezentantka kraju. Olimpijka.
Reprezentowała Kongo na Letnich Igrzyskach Olimpijskich 1980. Wystąpiła w trzech z pięciu spotkań, jakie rozegrała drużyna z Konga na tych zawodach. Były to mecze przeciwko reprezentacjom: ZSRR (11-30),  Czechosłowacji (10-23) i Jugosławii (9-39). Okoula zdobyła jedną bramkę w starciu z Czechosłowacją. Jej drużyna zajęła ostatnie szóste miejsce w zawodach.